# Iandúixevo
Iandúixevo (en rus: Яндушево) és un poble de la República de Marí El, a Rússia, que en el cens del 2010 tenia 78 habitants. Pertany al districte rural de Kozmodemiansk.